# Пулкрабек, Петр
Петр Пулкрабек (чеш. Petr Pulkrábek; род. 4 мая 1939[…], Прага) — чехословацкий гребец, выступавший за сборную Чехословакии по академической гребле в конце 1950-х — начале 1960-х годов. Победитель и призёр первенств национального значения, участник летних Олимпийских игр в Риме.

## Биография
Петр Пулкрабек родился 4 мая 1939 года в Праге.
Наиболее значимое выступление в своей спортивной карьере совершил в сезоне 1960 года, когда вошёл в состав чехословацкой национальной сборной и благодаря череде удачных стартов удостоился права защищать честь страны на летних Олимпийских играх в Риме. В составе экипажа-четвёрки, куда также вошли гребцы Павел Гофман, Рихард Новый, Олдржих Тикал и рулевой Мирослав Коничек, с первого места преодолел предварительный квалификационный этап, но на стадии полуфиналов пришёл к финишу последним шестым и в решающий финальный заезд не отобрался.
После римской Олимпиады Пулкрабек больше не показывал сколько-нибудь значимых результатов в академической гребле на международной арене.